# Казуо Иманиши
Казуо Иманиши (јап. 今西 和男; Хирошима, 12. децембар 1941) бивши је јапански фудбалер.

## Каријера
Током каријере је играо за Тојо.

## Репрезентација
За репрезентацију Јапана дебитовао је 1966. године. За тај тим је одиграо 3 утакмице.

## Статистика
| Јапан  | Јапан   | Јапан  |
| Година | Наступи | Голови |
| ------ | ------- | ------ |
| 1966.  | 3       | 0      |
| Укупно | 3       | 0      |